# Nanium huberthi
Nanium huberthi là một loài tò vò trong họ Ichneumonidae.